# Puchały (województwo podlaskie)
Puchały – wieś w Polsce położona w województwie podlaskim, w powiecie łomżyńskim, w gminie Łomża.

## Historia
Miejscowość wzmiankowana w 1421 r. Gniazdo rodu Puchalskich.
Wieś szlachecka położona była w drugiej połowie XVI wieku w powiecie łomżyńskim ziemi łomżyńskiej.
W roku 1827 było tu 5 domów i 85 mieszkańców. Pod koniec XIX wieku Puchały albo Sokola Łąka. Wieś i folwark (622 morgi) w powiecie łomżyńskim, gmina Puchały i parafia Puchały.
W latach 1921–1939 wieś leżała w województwie białostockim, w powiecie łomżyńskim, w gminie Puchały.
Według Powszechnego Spisu Ludności z 1921 roku wieś zamieszkiwało 104 osoby w 13 budynkach mieszkalnych. Miejscowość należała do miejscowej parafii rzymskokatolickiej. Podlegała pod Sąd Grodzki w Zambrowie i Okręgowy w Łomży; właściwy urząd pocztowy mieścił się w m. Czerwony Bór.
W wyniku napaści ZSRR na Polskę we wrześniu 1939 miejscowość znalazła się pod okupacją sowiecką. Od czerwca 1941 roku pod okupacją niemiecką. Od 22 lipca 1941 do 1945 włączona w skład Landkreis Lomscha, Bezirk Bialystok III Rzeszy.
Do 1954 roku miejscowość była siedzibą gminy Puchały. W latach 1973–1976 miejscowość była siedzibą gminy Gać. W latach 1975–1998 miejscowość położona była w województwie łomżyńskim.

## Religie
Parafia z kościołem erygowana w 1411 r. przez Puchała i Sasina, dziedziców wsi. Jeden z kolejnych kościołów drewnianych zbudowano w 1762 r.
Współcześnie znajduje się tu kościół murowany, który jest siedzibą parafii św. Wojciecha.

## Obiekty użyteczności publicznej
- szkoła podstawowa (gminna)
- remiza strażacka[12]

## Obiekty zabytkowe
- cmentarz przykościelny,
- cmentarz rzymskokatolicki
- kaplica cmentarna, murowana z 1905 r.
- kaplica cmentarna, drewniana z 1843 r.
- układ przestrzenny wsi
- pozostałości zespołu dworskiego[12]

## Pomniki przyrody
- aleja lip drobnolistnych przy drodze Puchały-Milewo
- aleja lip drobnolistnych przy drodze Puchały-Pniewo[12]